# Aptychella
Aptychella, rod pravih mahovina iz porodice Sematophyllaceae. Opisan je 1916. godine. Tipična je vrsta Rhaphidostegium proligerum Broth.; danas A. proligera (Broth.) Herzog.

## Vrste
1. Aptychella borii Dixon[2]
2. Aptychella brevinervis (M. Fleisch.) M. Fleisch.
3. Aptychella chilensis Herzog
4. Aptychella chlorophyllosa (Herzog) Tixier
5. Aptychella hawaiica H. Akiyama & Shevock
6. Aptychella imbricata (H. Akiyama, Ying Chang & B.C. Tan) H. Akiyama
7. Aptychella linearifolia Herzog
8. Aptychella linii H. Akiyama
9. Aptychella muelleri Dixon
10. Aptychella oblongifolia H. Akiyama
11. Aptychella perdecurrens (Dixon) T.J. Kop.
12. Aptychella planula (Mitt.) M. Fleisch.
13. Aptychella proligera (Broth.) Herzog
14. Aptychella pseudobrevinervis H. Akiyama
15. Aptychella robusta (Broth.) M. Fleisch.
16. Aptychella speciosa (Mitt.) Tixier[2]
17. Aptychella tenuiramea (Mitt.) Tixier
18. Aptychella touwii H. Akiyama

## Sinonimi
- Rhaphidostegium sect. Aptychella Broth.